# Jorge Oñate
Jorge Antonio Oñate González (31 mars 1949 à La Paz Robles - 28 février 2021 à Medellin) était un chanteur et compositeur colombien, l'un des plus renommés du genre musical vallenato. En 2004, et depuis le début de sa carrière en 1968, il avait été décoré de 25 disques d'or, 7 disques de platine et 6 doubles disques de platine pour ses ventes, parmi d'autres nombreuses réalisations musicales. Il avait également réussi son entrée en politique en tant que conseiller de sa ville natale, tout en suppléant Alfredo Cuello Dávila, représentant le département colombien de Cesar.

## Biographie

### Premières années
Oñate a grandi dans la petite ville de La Paz, près de Valledupar, où il a étudié jusqu'à la fin du lycée. Il était connu pour avoir une grande aptitude à chanter le vallenato. Il était également joueur de football.

### Carrière
En 1968, après le lycée, Oñate a été embauché par un groupe local de vallenato appelé "Los Guatapuri" comme chanteur principal, et a officiellement commencé sa carrière de chanteur de vallenato. Le groupe a sorti un album intitulé Festival Vallenato. En 1969, il s'associe à nouveau au groupe Hermanos Lopez vallenato, déjà connu localement, en tant que chanteur principal, sortant l'album Lo Último en Vallenatos!.
En 1970, Oñate sort son deuxième album avec les Hermanos Lopez intitulé Diosa Divina, tandis qu'il enregistre également un album avec l'accordéoniste Nelson Diaz, intitulé Conmigo es el Baile. En 1971, Oñate et Hermanos Lopez enregistrent l'album El Jardincito. En 1972, ils sortent l'album Reyes Vallenatos. En 1973, l'album El Cantor de Fonseca sort alors que Las Bodas de Plata apparaît la même année. En 1974, ils enregistrent deux autres albums, le premier Fuera de Concurso. Le second s'appelait Rosa Jardinera.
Oñate a par ailleurs enregistré trois albums avec Christian Camilo Peña : Seguire Triunfando (2004), Vivo Cantando (2005) et Mi Mejor Regalo (2006). En 2010, Oñate a reçu le Latin Grammy Lifetime Achievement Award de la Latin Recording Academy en 2010.

## Vie privée
Oñate était le fils de Daniel Gonzalez et Delfina Oñate et était le plus jeune de ses trois frères et sœurs. Il a épousé Nancy Zuleta et a eu trois enfants avec elle : Jorge Luis, Delfina Ines et Jorge Daniel. Il a également eu un autre fils (également nommé Jorge), issu d'une relation extraconjugale avec une femme nommée Claudia Dangond.
Oñate est décédé des complications liées au COVID-19 lors de la pandémie de COVID-19 en Colombie, le 28 février 2021, à un mois de son 72e anniversaire.